# 역암

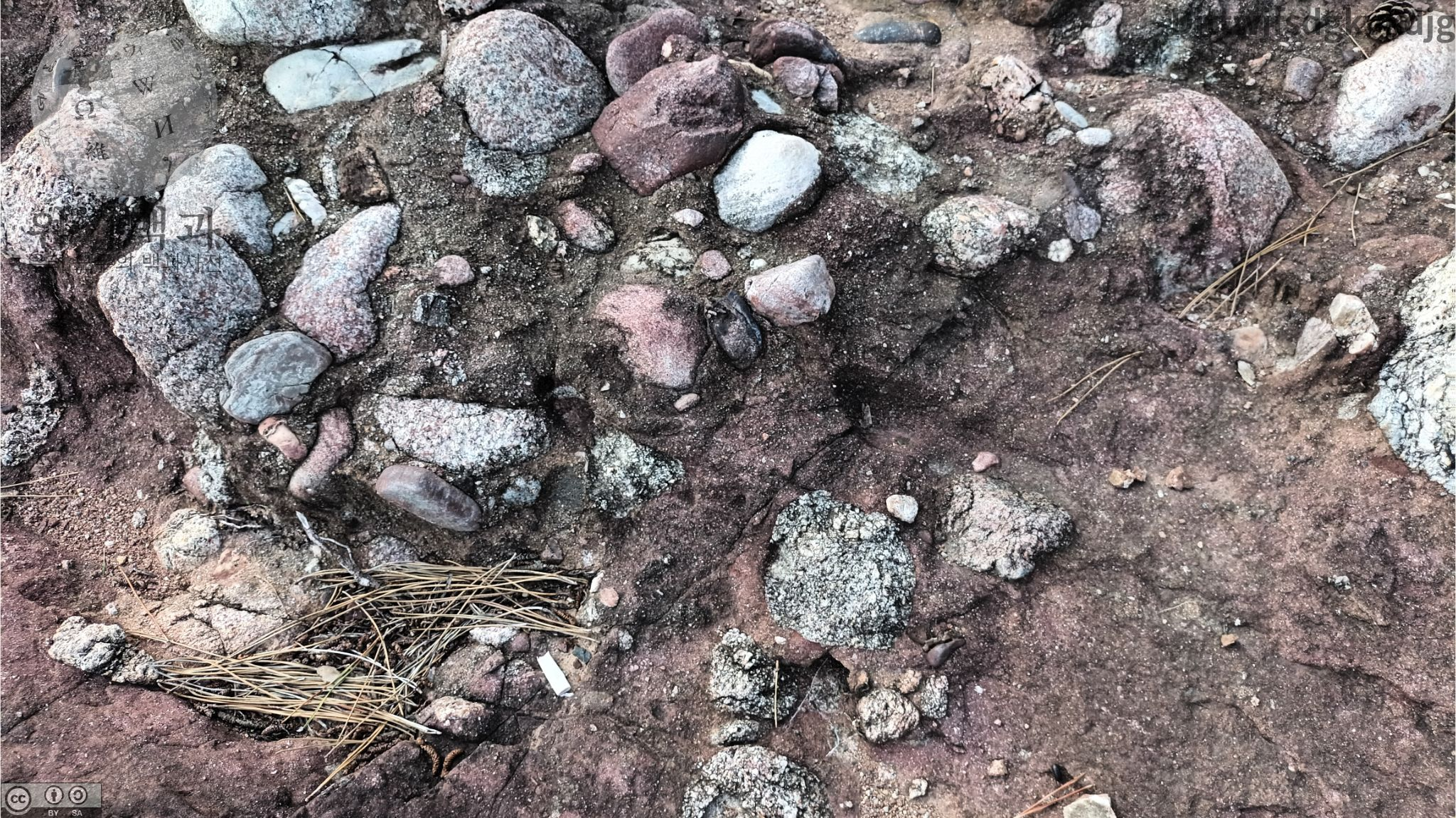
경상 누층군 울련산층의 역암의 모습이다.

역암(礫岩, conglomerate)은 자갈이 쌓여 만들어진 퇴적암이다. 역암은 퇴적암에 흔히 나타나지만 전체 퇴적암의 1% 미만이다.

## 구성
역암은 자갈[礫, 두음 법칙에 의해 단어의 첫머리에 올때는 '역'으로 그 외에는 '력'으로 쓴다.]과 기질(基質, matrix)로 구성된다. 기질은 역과 역 사이를 채우는 물질로 주로 점토나 모래로 구성된다. 기질의 퍼센트가 높을수록 역암은 더욱 안정해진다.

## 분류 기준
보통 쇄설성 퇴적암에서 2mm 이상의 입자가 우세하게 나타나는 것을 역암이라 한다. Folk(1974)는 2mm 이상의 입자가 30% 이상일 때 Gilbert(1982)는 50% 이상일 때를 역암으로 분류하였다.
기질의 양이 15% 미만인 것을 정역암(正礫岩, Orthoconglomerate), 15% 이상인 것을 준역암(準礫岩)이라 한다. 정역암은 자갈(역)들이 서로 접촉하고 있다. 준역암은 역들이 서로 접촉하지 않고 기질 내 여기저기 흩어져서 나타난다. 아래 사진의 역암은 모두 준역암이다.
| 암석 | 미국표준체 mesh | mm                              | 분류                          |
| ---- | --------------- | ------------------------------- | ----------------------------- |
| 역암 | -               | 4096 1024 256                   | 거력 (巨礫, Boulder)          |
| 역암 | -               | 64                              | 왕자갈 (Cobble)               |
| 역암 | 5               | 16 4                            | 자갈 (Pebble)                 |
| 역암 | 6 7 8 10        | 3.36 2.83 2.38 2.00             | 알갱이 (Granule)              |
| 사암 | 12 14 16 18     | 1.68 1.41 1.19 1.00             | 극조립사암 (Very Coarse Sand) |
| 사암 | 20 25 30 35     | 0.84 0.71 0.59 0.50 (1/2)       | 조립사암 (Very)               |
| 사암 | 40 45 50 60     | 0.42 0.35 0.30 0.25 (1/4)       | 중립사암 (Medium)             |
| 사암 | 70 80 100 120   | 0.210 0.177 0.149 0.125 (1/8)   | 세립사암 (Fine Sand)          |
| 사암 | 140 170 200 230 | 0.105 0.088 0.074 0.0625 (1/16) | 극세립사암 (Very Fine Sand)   |
| 머드 | 270 325         | 0.053 0.044 0.037 0.031 (1/32)  | 조립실트 (Coarse Silt)        |
| 머드 | -               | 0.0156 (1/64)                   | 중립실트 (Medium Silt)        |
| 머드 | -               | 0.0078 (1/128)                  | 세립실트 (Fine Silt)          |
| 머드 | -               | 0.0039 (1/256)                  | 극세립실트 (Very Fine Silt)   |
| 머드 | -               | 0.0020 이하                     | 점토 (Clay)                   |

## 자갈의 구성
역암을 구성하는 자갈(역)은 기존에 있던 화성암, 또 다른 퇴적암, 변성암 등 모든 암석의 조각이 될 수 있다.

## 원마도

원마도

원마도(摩圓度, Roundness, 둥글기)는 입자의 둥근 정도를 나타내는 수치이다. 입자가 원형에 가까우면 원마도가 높고, 각이 져 있으면 원마도가 낮다고 표현한다. 입자가 먼 거리를 이동하면 마모되어 점차 원형에 가까워져 원마도가 높아진다. 입자가 1mm도바 작으면 퇴적 과정에서 원마도의 변화가 거의 없어 원마도의 측정은 대체로 역암을 대상으로 한다. 원마도는 다음과 같이 표시한다.
{\displaystyle R_{w}={\frac {{\Sigma }(r/R)}{N}}={\Sigma }{\frac {(r)}{RN}}}
r은 각 돌출 부분에 그려지는 내접원의 반지름이며 R은 입자 내 최대 내접원의 반지름이다. N은 돌출부분의 개수이다. Rw의 값은 다음과 같다.
| 구분 | 초각형    | 각형      | 아각형    | 아원형    | 원형      | 초원형    |
| ---- | --------- | --------- | --------- | --------- | --------- | --------- |
| (Rw) | 0.12~0.17 | 0.17~0.25 | 0.25~0.35 | 0.35~0.49 | 0.49~0.70 | 0.70~1.00 |

## 대한민국
대한민국의 퇴적암은 대부분 사암이나 셰일로 구성되고 역암은 흔하지 않다. 고생대 조선 누층군 장산 규암층과 중생대 경상 누층군 낙동층, 신라 역암층, 울련산층, 청량산층 및 경정동층의 일부가 역암으로 구성되어 있다. 진안군의 마이산은 마이산 역암층으로 구성되어 있다. 강원도 태백시 통리 미인 폭포에도 이런 역암층이 있다.  
대한민국의 역암
- 단양군 단양읍 천동리 조선 누층군 장산 규암층의 역암
- 영덕군 축산면 경정리 경상 누층군 울련산층의 역암
- 상주시 경천대 경상 누층군 낙동층의 역암
- 영양군 일월면 문암리 경상 누층군 청량산층의 역암
- 영덕군 축산면 경정리 경정동층의 역암
- 진안군 마이산 역암층의 역암
- 의성군 하산동층의 역암
북위 36° 30′ 01.0″ 동경 128° 25′ 17.0″ / 북위 36.500278°  동경 128.421389°
- 부산광역시 송도반도 지역 역암, 송도반도 지질탐방로 전시

## 같이 보기
- 분류:역암 지층
- 조선 누층군 장산 규암층
- 경상 누층군 울련산층, 낙동층, 청량산층
- 경정동층
- 퇴적암
  - 사암
  - 셰일
  - 이암